# 오모리구
오모리구(大森区)는 도쿄부 도쿄시에 설치되었던 구이다. 현재의 오타구에 해당한다.

## 역사
- 1932년 10월 1일, 에바라군 전역이 도쿄시에 편입되면서 오모리정, 이리아라이정, 마고메정, 이케가미정, 히가시초후정 구역으로 오모리구를 설치.
- 1943년 7월 1일, 도쿄도제 시행으로 도쿄도 오모리구가 됨.
- 1947년 3월 15일, 오모리구와 가마타구 구역을 합쳐 오타구를 설치함.